# Hypena ignotalis
Hypena ignotalis är en fjärilsart som beskrevs av Walker. Hypena ignotalis ingår i släktet Hypena och familjen nattflyn. Inga underarter finns listade i Catalogue of Life.